# Ефиње
Ефиње (фр. Euffigneix) насеље је и општина у североисточној Француској у региону Шампањ-Арден, у департману Горња Марна која припада префектури Шомон.
По подацима из 2011. године у општини је живело 301 становника, а густина насељености је износила 33,44 становника/km². Општина се простире на површини од 9 km². Налази се на средњој надморској висини од 310 метара.

## Демографија
| 1962. | 1968. | 1975. | 1982. | 1990. | 1999. | 2011. |
| ----- | ----- | ----- | ----- | ----- | ----- | ----- |
| 161   | 164   | 230   | 311   | 302   | 298   | 301   |

График промене броја становника у току последњих година